# Lauren Shuler Donner
Lauren Diane Shuler Donner (Cleveland, 23 de junio de 1949) es una productora de cine estadounidense, que se especializa en entretenimiento juvenil y orientado a la familia. Fue dueña de The Donners' Company con su esposo, el difunto director Richard Donner. Sus películas han recaudado alrededor de $ 4.5 mil millones en todo el mundo, principalmente debido a la serie de películas de los X-Men.

## Primeros años y carrera
Donner nació en Cleveland, Ohio, hija de un distribuidor mayorista y una ama de casa. Creció en Cleveland, donde se dedicó a la fotografía y solía ir al cine con un primo. Estudió cine en la Universidad de Boston, especializándose en producción y edición. Siguiendo los consejos de un maestro, se mudó a Los Ángeles con la esperanza de ingresar a la industria del entretenimiento.
Donner trabajó en Los Ángeles como editora asistente de películas médicas y educativas, así que buscó otros trabajos y, a pesar de que al comienzo no tenía la intención de trabajar en la televisión, una reunión casual en la sede de la NBC la hizo dejar sus datos allí. En 1973, la red invitó a Shuler a un programa de ayuda para vacaciones que completaba para los empleados de vacaciones. Ella tuvo varios empleos, pero decidió que lo mejor para ella sería trabajar como operadora de cámara debido a su experiencia en la fotografía. Después de aprender sobre las cámaras con el equipo de The Tonight Show, Shuler le pidió a la NBC trabajar en las noticias locales. Después, trabajó de forma independiente en Metromedia, en sesiones de conciertos de rock, sitcoms y películas para televisión. Donner era una mujer de cámara rara en un campo dominado por hombres, siendo la primera mujer admitida en el IATSE Electrical and Camera Guild #659.
Finalmente, Donner decidió trabajar como productora asociada, en 1976 se unió a ABC's Wide World of Entertainment. Después de un accidente de tráfico que la tuvo hospitalizada durante meses, Donner comenzó a trabajar con amigos guionistas y se convirtió en ejecutiva creativa / editora de historias en Motown Productions. Su aporte en el guion de Thank God It's Friday (1978) la llevó a convertirse en productora asociada de esa película. Luego hizo su debut como productora de televisión en 1979 con la aclamada Amateur Night at the Dixie Bar and Grill, una película para televisión escrita y dirigida por Joel Schumacher al estilo de Nashville de Robert Altman. Ella consiguió el trabajo preguntándole directamente al director de programación de NBC, Charles Engel.

## Carrera en producción de películas
Mientras trabajaba en Motown, Donner se volvió amiga personal del escritor de la revista National Lampoon, John Hughes y lo convenció de escribir un guion que se convertiría en su debut como productora de largometrajes, la comedia de 1983 Mr. Mom, protagonizada por Michael Keaton. Al año siguiente, ella convenció a Richard Donner para que dirigiera Ladyhawke, y los dos se enamoraron, se casaron un año después de que la película fuera estrenada, en 1985. Ella solo produjo dos más de las películas de su esposo, Radio Flyer (1992) y Timeline (2003). Ella dijo que su relación profesional la ayudó a aprender a trabajar en películas de acción: «Si no hubiera visto cómo hacía películas de acción, no hubiera tenido los medios para perseguir incluso a un X-Men o un Constantine, o cualquiera de esos». Su experiencia con Schumacher y Hughes los llevó a invitarla a producir St. Elmo's Fire (1985) y La chica de rosa (1986), ambas películas seminales del periodo Brat Pack. Donner tuvo un año particularmente exitoso en 1993 supervisando dos éxitos sólidos: Dave, presidente por un día, una comedia política casera, y Free Willy, una película familiar sobre un niño y su ballena.

## Filmografía
Como productora, salvo lo señalado.
- Thank God It's Friday (1978) (productora asociada)
- Amateur Night at the Dixie Bar and Grill (película para televisión de 1979)
- Mr. Mom (1983)
- Ladyhawke (1985)
- St. Elmo's Fire (1985)
- La chica de rosa (1986)
- Tres fugitivos (1989)
- Lethal Weapon 3 (1992) (cameo; película dirigida por Richard Donner)
- Radio Flyer (1992)
- Dave, presidente por un día (1993)
- Free Willy (1993)
- Free Willy (serie de televisión de 1994) (productora ejecutiva)
- The Favor (1994)
- Maverick (1994) (cameo; película dirigida por Richard Donner)
- Free Willy 2: The Adventure Home (1995)
- Asesinos (1995) (productora ejecutiva)
- Volcano (1997) (productora ejecutiva)
- Free Willy 3: The Rescue (1997) (productora ejecutiva)
- Bulworth (1998) (productora ejecutiva)
- You've Got Mail (1998)
- Any Given Sunday (1999)
- X-Men (película) (2000)
- Out Cold (2001) (productora ejecutiva)
- Recién casados (2003) (productora ejecutiva)
- X-Men 2 (2003)
- Timeline (2003)
- Constantine (2005)
- She's the Man (2006)
- X-Men: The Last Stand (2006)
- Unaccompanied Minors (2006)
- Semi-Pro (2008) (productora ejecutiva)
- The Secret Life of Bees (2008)
- Hotel para perros (2009)
- X-Men Origins: Wolverine (2009)
- Cirque du Freak: The Vampire's Assistant (2009)
- X-Men: primera generación (2011)
- The Wolverine (2013)
- X-Men: días del futuro pasado (2014)
- Deadpool (2016)
- X-Men: Apocalipsis (2016)
- Legión (serie de televisión 2017-presente) (productora ejecutiva)
- Logan (2017)
- The Gifted (serie de televisión 2017-presente) (productora ejecutiva)
- Deadpool 2 (2018)
- Dark Phoenix (2019)
- Los nuevos mutantes (2020)